# Titus Burckhardt
Titus Burckhardt (Florencia, 24 de octubre de 1908-Lausana, 15 de enero de 1984) fue un crítico de arte e historiador de arte suizo de habla alemana. Dedicó toda su vida al estudio y exposición de los diferentes aspectos de la sabiduría y la tradición.
En términos literarios y filosóficos, era un miembro eminente de la «escuela tradicionalista» de autores del siglo XX. Fue un asiduo contribuyente de la revista Estudios de Religión Comparada junto con otros miembros destacados de la escuela.

## Biografía
Titus Burckhardt era el vástago de una familia patricia de Basilea, sobrino nieto del historiador del arte Jacob Burckhardt e hijo del escultor Carl Burckhardt. Titus era un contemporáneo de Frithjof Schuon —máximo exponente del pensamiento tradicionalista en el siglo XX— y ambos estudiaron en Basilea en la época en la cual se desarrollaba la Primera Guerra Mundial. Este fue el comienzo de una amistad íntima y armoniosa relación intelectual y espiritual que iba a durar toda la vida.
Las teorías estéticas de T. Burckhardt se indagan en la sacralidad del arte medieval europeo que para Burkhardt aún pervive en las artes orientales del mundo islámico y del hinduismo. En sus opiniones referentes al arte sagrado, se ha adherido, tal cual lo explicita en su libro Principios y métodos del arte sagrado, al concepto de Verlustdermitte ('pérdida del centro') siguiendo en esto a Hans Sedlmayr. En efecto, para Burckhardt el arte «más sublime» parece estar ubicado en los tiempos de la más profunda sacralidad, siendo para él lo sacro el centro de la labor artística.
En 1972 la UNESCO recibió la tarea de salvaguardar el paisaje urbano de Fez, antigua capital de Marruecos. Como autor realizó múltiples escritos atinentes al arte de la Edad Media europea y el mundo islámico, muchos de ellos sobre todo referidos al sufismo y a la alquimia. También tradujo algunas obras en francés y árabe (por ejemplo, La sabiduría de los profetas, de Ibn Arabi, cuya traducción al francés, introducida por Jean Herbert, lleva por nombre La sagesse des prophètes (Fuçuç al-hikam) (ed. Albin Michel, 1974; reimpresa en 1955).
Burckhardt era, como su abuelo, un gran conocedor de la civilización y del arte islámico, por lo que pudo compilar y publicar el trabajo de los maestros sufíes: Ibn Arabi (1165-1240), Abd-al-Karim Yili (1365-1424) y Muhammad al-Arabí al-Darqawí (1760-1823). Al igual que su ancestro Johann Ludwig Burckhardt, Titus se convirtió al islam, tomando el nombre árabe de Sidi Ibrahim.

### Obras
Libros en alemán
- Tierra am Rande der Zeit. Basilea: Urs Graf Verlag, 1941.
- Schweizer Volkskunst / Art Populaire Suisse. Basilea: Urs Graf Verlag, 1941.
- Tessin (Das Volkserbe der Schweiz, Banda I). Basilea: Urs Graf Verlag, 1943.
- Vom Sufitum-Einführung en morir Mystik Islams des. Munich: Otto Wilhelm Barth-Verlag, 1953.
- Vom Wesen Heiliger Kunst in den Weltreligionen. Zúrich: Origo-Verlag, 1958.
- Siena, Stadi der Jungfrau. Olten (Suiza) y Freiburg-im-Breisgau (Alemania): Urs Graf Verlag, 1958.
- Tessin (Das Volkserbe der Schweiz, Banda I [Muy edición ampliada]). Basilea: Urs Graf Verlag, 1959.
- Alchemie, Sinn-und Weltbild. Olten y Freiburg-im-Breisgau: Walter Verlag, 1960.
- Fez, Stadt des Islam. Olten y Freiburg-im-Breisgau: Urs Graf Verlag, 1960.
- Chartres und die Geburt der Kathedrale. Lausana: Urs Graf Verlag, 1962.
- Von wunderbaren Büchern. Olten y Friburgo: Urs Graf Verlag, 1963.
- Lachen und Weinen. Olten y Friburgo: Urs Graf Verlag, 1964.
- Jagd morir. Olten y Friburgo: Urs Graf Verlag, 1964.
- Der wilde Westen. Olten y Friburgo: Urs Graf Verlag, 1966.
- Mueren maurische Kultur in Spanien. Munich: Callwey de 1970.
- Marokko, Westlicher Oriente: Guía ein. Olten y Freiburg: Walter-Verlag, 1972.
- Spiegel der Weisheit: Texte zu Wissenschaft und Kunst. Munich: Diederichs, 1992.
- Escipión und Hannibal: Kampf um das Mittelmeer por Friedrich Donauer. Diseño de la portada y las ilustraciones seis por Titus Burckhardt. Olten y Freiburg: Walter-Verlag, 1939.
- Wallis (Das Volkserbe der Schweiz, Fase 2) de Charles Ferdinand Ramuz. Traducido y editado por Titus Burckhardt. Basilea: Urs Graf Verlag, 1956.
- Zeus und Eros: Briefe und des Aufzeichnungen Bildhauers Carl Burckhardt (1878-1923), editado por Titus Burckhardt. Basilea: Urs Graf Verlag, 1956.
- Das Ewige im Vergänglichen por Frithjof Schuon. Traducido del francés por Titus Burckhardt de saludo -en francés- anciens sur les Mondes. Weilheim: Otto Wilhelm Barth-Verlag, 1970.
- Athos, der Berg des Schweigens por Philip Sherrard. Traducción del inglés por Titus Burckhardt de Athos, la Montaña del Silencio. Lausana y Friburgo: Urs Graf Verlag, 1959.

Libros en francés
- Clef spirituelle de l'astrologie musulmane. París: Les Éditions
- Traditionnelles de 1950, Milán, Arco, 1964.
- Du Soufisme. Lyon: Derain, 1951.
- Principes et Méthodes de l'art sacré. Lyon: Derain, 1958 (Traducido al español como: Principios y métodos del arte sagrado. Eds. Lidium, Buenos Aires 1982).
- Introducción auxiliar Doctrinas ésotériques de l'Islam. París: Dervy-Livres, 1969.
- Alchimie (traducido de la edición de Inglés por la señora JP Gervy). Basilea: Fundación Keimer, 1974, Milán: Arca, 1979.
- Symboles: Recueil d'Essais. Milan: Arche, 1980, París: Dervy-Livres, 1980.
- Ciencia moderne et Sagesse traditionnelle. Milan: Arche, 1985, París: Dervy-Livres, 1985.
- L'Art de l'Islam. París: Sindbad, 1985.
- Chartres et la Nacimiento de la Catedral (traducido del alemán por Genia Catalá). Milan: Arca, 1995.
- Fez, Ville de l'Islam (traducido del alemán por Armand Jacoubovitch), en preparación.

Libros en inglés
- An Introduction to Sufi Doctrine (traducido desde el francés al inglés por D. M. Matheson). Lahore: Ashraf, 1959; Wellingborough, Inglaterra: Thorsons, 1976.
- Art of Islam: Language and Meaning (-Arte del Islam:lenguaje y significado- traducido desde el francés al inglés por Peter Hobson). Londres: Islamic Festival Trust Ltd, 1976.
- Siena, City of the Virgin (traducido del alemán al inglés por Margaret Brown). Oxford: University Press, 1960.
- Famous Illuminated Manuscripts (traducción parcial del Von wunderbaren Büchern). Olten and Lausanne: Urs Graf Verlag, 1964.
- Mirror of the Intellect: Essays on Traditional Science and Sacred Art, translated by William Stoddart. Cambridge, Inglaterra: Quinta Essentia, 1987; Albany, NY: SUNY, 1987.
- Fez, City of Islam (traducido al inglés desde el alemán por William Stoddart). Cambridge, Inglaterra: Islamic Texts Society, 1992.
- Chartres and the Birth of the Cathedral (Chartres y el nacimiento de la catedral),traducido al inglés por William Stoddart. Ipswich, Inglaterra: Golgonooza Press, 1995; Bloomington, Indiana: World Wisdom Books, 1995.
- The Universality of Sacred Art, a précis of Sacred Art in East and West by Ranjit Fernando, publicado en The Unanimous Tradition, Institute of Traditional Studies. Colombo, Sri Lanka: 1999
- Moorish Culture in Spain (Cultura mora en España; nueva edición traducida desde el alemán por Alisa Jaffa y William Stoddart). Louisville, Kentucky: Fons Vitae, 1999.
- Sacred Art in East and West (-Arte sagrado en el Este y el Oeste- traducción desde el francés por Lord Northbourne). Bedfont, Middlesex, Inglaterra: Perennial Books, 1967; Louisville, Kentucky: Fons Vitae, 2001; Bloomington, Indiana: World Wisdom Books, 2001.
- Alchemy, Science of the Cosmos, Science of the Soul (traducido del alemán por William Stoddart). Londres: Stuart and Watkins, 1967; Baltimore, Maryland: Penguin Books, 1972; Longmead, Shaftesbury, Dorset: Element Books, 1986; Louisville, Kentucky: Fons Vitae, 2001.
- Mystical Astrology according to Ibn ‘Arabî (traducido desde el francés por Bulent Rauf). Sherbourne, England: Beshara, 1977; Louisville, Kentucky: Fons Vitae, 2002.
- The Essential Titus Burckhardt: Reflections on Sacred Art, Faiths, and Civilizations (The Perennial Philosophy), Bloomington, Indiana: World Wisdom Books, 2003.

- Datos: Q123413